# ロリコサウルス
ロリコサウルス（学名：Loricosaurus、「鎧のあるトカゲ」の意）は、単型の種からなる竜脚類の恐竜の属。本属は、約7100万年前のマーストリヒチアン初期から後期白亜紀の末期にかけて生息していたティタノサウルス類である。アルゼンチンネウケン州のアレン層で発見された。装甲が存在したことから当初鎧竜類と考えられていたが、現在ではティタノサウルス類の装甲であると考えられている。

## 装甲
ロリコサウルスの装甲は論争を巻き起こした。ヒューネが最初にロリコサウルスを記載したとき、彼はそれが鎧竜類のものであると考えた。その後、ロリコサウルスは鎧竜類ではなくティタノサウルス類に属することが発見された。現在では、本属はおそらくネウケンサウルスかサルタサウルスに属すると考えられている。

## 種
1929年、フォン・ヒューネはアルゼンチンで発見されたいくつかの装甲の化石に基づにロリコサウルスを記載した。タイプ種であるロリコサウルス・スクタトゥス（Loricosaurus scutatus）は現在、おそらくネウケンサウルスのシノニムであると考えられている。